# Los Salias
Los Salias is een gemeente in de Venezolaanse staat Miranda. De gemeente telt 84.000 inwoners. De hoofdplaats is San Antonio de Los Altos.